# 銀禧炮台

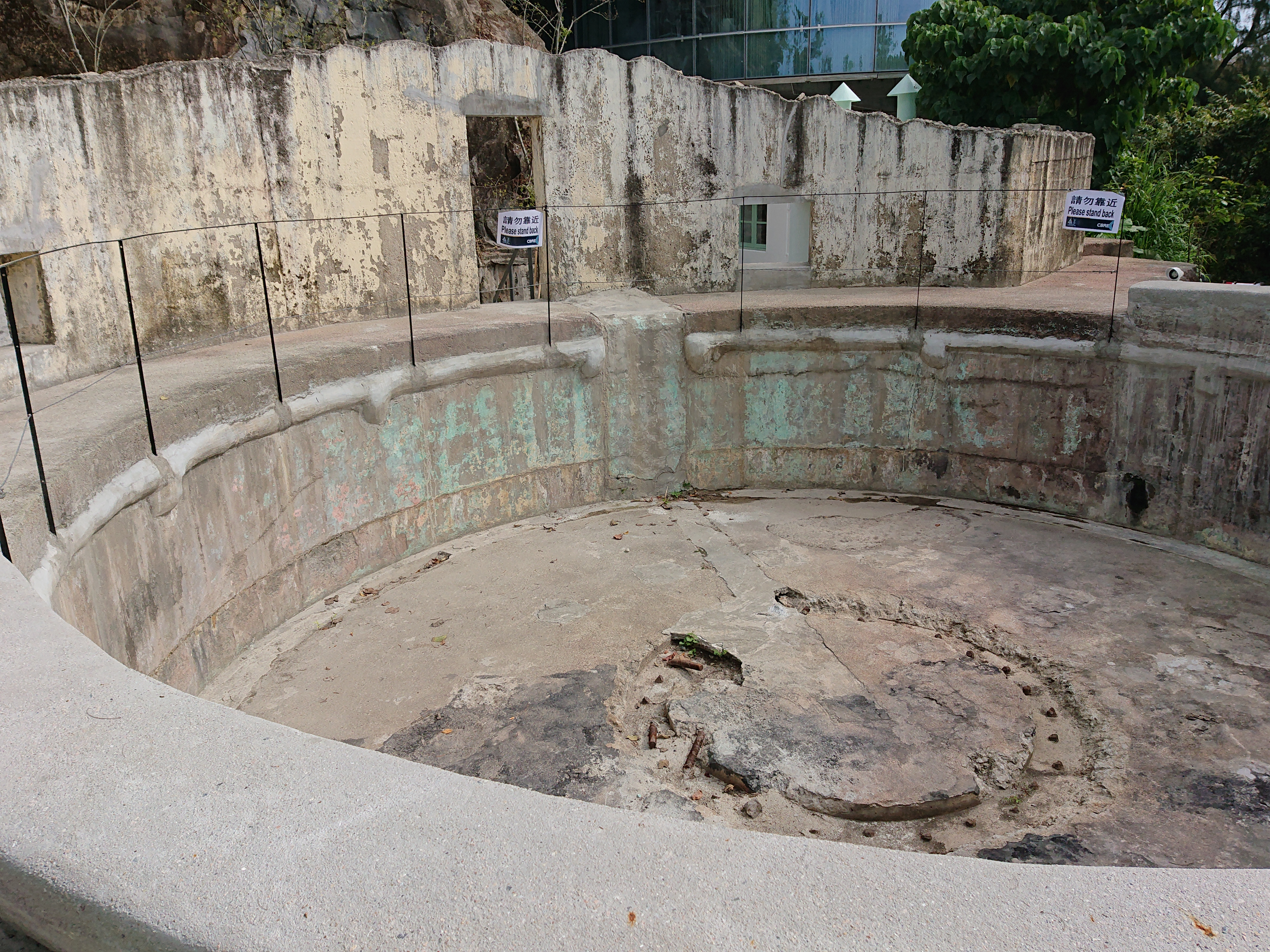
位於原域多利道扣押中心（現芝加哥大學香港校園）內的銀禧炮台的2號炮位遺跡

銀禧炮台（英語：Jubilee Battery，又譯租庇利炮台），是香港昔日一座海防炮台，位於香港島摩星嶺西面山腳，域多利道及摩星嶺道的交界處。炮台的英文名稱得名自域多利道的舊稱域多利銀禧道。銀禧炮台的2號炮位及周邊建築於2010年獲列入香港三級歷史建築。

## 建造及作戰
1930年代初，隨著九一八事變爆發，日軍佔領滿洲地區，駐港英軍意識到需要加強香港的防衛。因為在摩星嶺山上的摩星嶺要塞已啟用超過20年，加上原有的五門海防炮，當中的兩門9.2吋後裝海防炮被轉移到新建的赤柱炮台，軍方於是在摩星嶺的海岸加建新炮台，以期在戰時與山上的摩星嶺炮台配合，能夠更有效封鎖維多利亞港西部的水道。
銀禧炮台於1939年落成，設有三個炮位，所配備的三門6吋後裝海防炮，分別轉移自卑路乍炮台及白沙灣炮台。炮台附近亦設有探射燈、彈藥庫及營房等軍事建築物。銀禧炮台的6吋海防炮在火力上雖不及在上方的摩星嶺炮台所配備的9.2吋海防炮，但其部署於近岸，而且轉向及調整較快速靈活，可更有效應付高速及近岸航行的敵艦，並與摩星嶺炮台在射程及射界等方面互補不足。銀禧炮台的炮位雖然僅有三個，但其整體建築規模卻比英軍在同期建造的大多數炮台要大，對比於同樣配備6吋海防炮的舂坎角炮台，甚至裝備9.2吋海防炮的博加拉炮台，這兩個同期動工的海防炮台，都沒有爲炮位設置專用的地下彈藥庫，而銀禧炮台的三門6吋海防炮均各有其專用的地下彈藥庫。
1941年12月8日香港保衛戰爆發，該炮台主要用於擊沉海上的船隻，避免被日軍利用，及阻止日本海軍艦艇靠近香港島沿岸支援陸上攻勢。日軍在12月11日登陸南丫島，駐守炮台的第26海岸炮兵連曾經向南丫島展開猛烈炮擊。該炮台連同上方的摩星嶺炮台亦多次受到日軍轟炸機隊的空襲。12月25日因為收到港督楊慕琦決定投降的消息，炮台守軍自行將各門火炮炸毀，避免炮台陷落後被日軍加以利用。

## 戰後使用
日軍佔領香港期間曾經使用炮台的其中一個彈藥庫囚禁英軍戰俘。1945年8月香港重光後，駐港英軍重返銀禧炮台，但沒有爲炮位裝回火炮，而是用作皇家工兵的食堂和宿舍，1950年代英軍撤銷海防炮兵，撤出炮台，之後炮台部分區域被改建為域多利道扣押中心，也有部分被闢作休憩場所，而沿岸的區域則在1960年代被佔用，建有多間寮屋，部分掩體被佔用作住處或小型加工廠，3號炮位曾經被佔用設置小型工廠，至1990年代非法寮屋陸續被清拆。域多利道扣押中心在1997年關閉後該處一直被荒廢，至2010年當中的2號炮位及其周邊的建築物被評為香港三級歷史建築，其後於2013年通過活化古蹟的方式，在盡量保留原有建築風貌的要求下，炮台的部分原址交由芝加哥大學改建為香港校區校舍。
2004年9月19日，建於銀禧炮台舊址的“日落觀瀾亭”正式啟用。該亭為一座臨海涼亭，因可以觀看日落和廣闊的大海而得此名。日落觀瀾亭是由中西區民政事務處市區小工程計劃地區工作小組撥款興建。
2009年，為存放興建港島綫西延工程所需的炸藥，港鐵公司於銀禧炮台後方山坡開鑿岩洞，以興建炸藥庫。其後，該炸藥庫於2013年關閉，至今仍然荒廢，但岩洞並未被回填。

## 炮台原有弧形外牆被揭發遭拆去

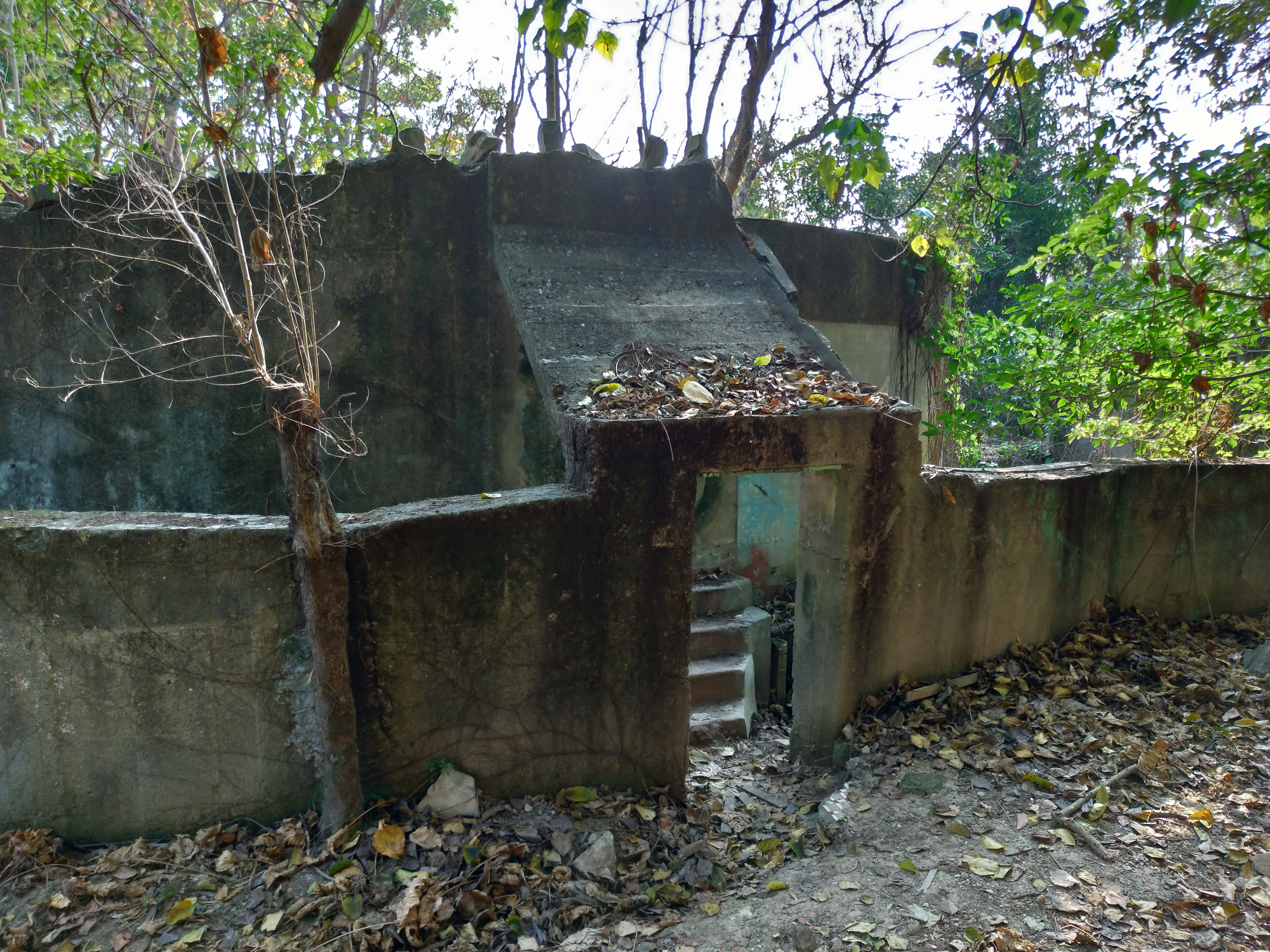
未有獲一併列入修復及保育計劃，位於芝加哥大學香港校園下方的銀禧炮台3號炮位，仍然保有外側的弧形外牆，但雜草叢生，而2號炮位的弧形外牆在進行保育工程時卻錯誤地被拆毀

2021年2月中，《明報》揭發芝加哥大學香港校舍在2013年至2015年施工期間，誤以為銀禧炮台2號炮位後方的弧形外牆爲後期加建的建築物，最後將之拆卸。詮釋及策展團隊其後作進一步研究時，才發現被拆毀的弧形外牆屬2號炮位原本的一部分。2021年2月初，記者發現校內介紹銀禧炮台歷史的展板上，有一段描述弧形外牆的文字疑被校方刪除，其動機引起質疑。民間環保組織長春社批評校方企圖掩飾損毀歷史遺跡的真相，也不明白古蹟辦為何當年會批准拆卸工程。芝加哥大學發言人其後承認在未經仔細考量及討論下，將該段文字移除，團隊已即時還原展板的原有內容，同時稱因爲在2016年的研究資料認為炮台後方的弧形牆是後期加建，拆走外牆能有助還原炮台原來的佈局，到2018年才發現外牆實爲炮台防禦系統的一部分，但這時即使重建外牆也不能還原面貌，最後保留外牆連接地面的痕迹作展示用途。
銀禧炮台共有三個炮位，當中的2號炮位雖然獲納入香港三級歷史建築，卻因爲古蹟辦的誤判而被芝加哥大學校方拆毀弧形外牆，而在同期建造的1號及3號炮位，位置就在大學校舍下方的附近，也是銀禧炮台的主要組成部分，卻未有交由古物諮詢委員會進行歷史建築評級。記者在2021年2月發現2號炮位的弧形外牆被拆去後，特地前往查看另外兩個炮位，發現3號炮位仍然存在，原有的弧形外牆也沒有被改動，但該處雜草叢生，較隱蔽的1號炮位的弧形外牆則因爲長年失修而破爛不堪。香港軍事史學者高添強受訪時稱三個炮位均屬銀禧炮台的一部份，不明白政府為何將炮台的歷史建築分割，發展局應將整個炮台好好評級和保育。長春社高級公共事務經理李少文對此表示政府完全低估了炮台的歷史及保育價值。

## 名稱問題
長春社在2021年12月表示，炮台對上的域多利道在落成時曾被稱為（Victoria Jubilee Road）以祝賀維多利亞女皇登基60週年，炮台也依據該道路而命名，所以炮台英文名稱中的（Jubilee）是表達「鑽禧」而不是25週年的「銀禧」，目前的名稱屬於二十多年來的錯譯，所以應將「銀禧炮台」早日正名為「鑽禧炮台」，繼續將錯誤的名稱「以訛傳訛」是不尊重歷史。

## 圖片資料

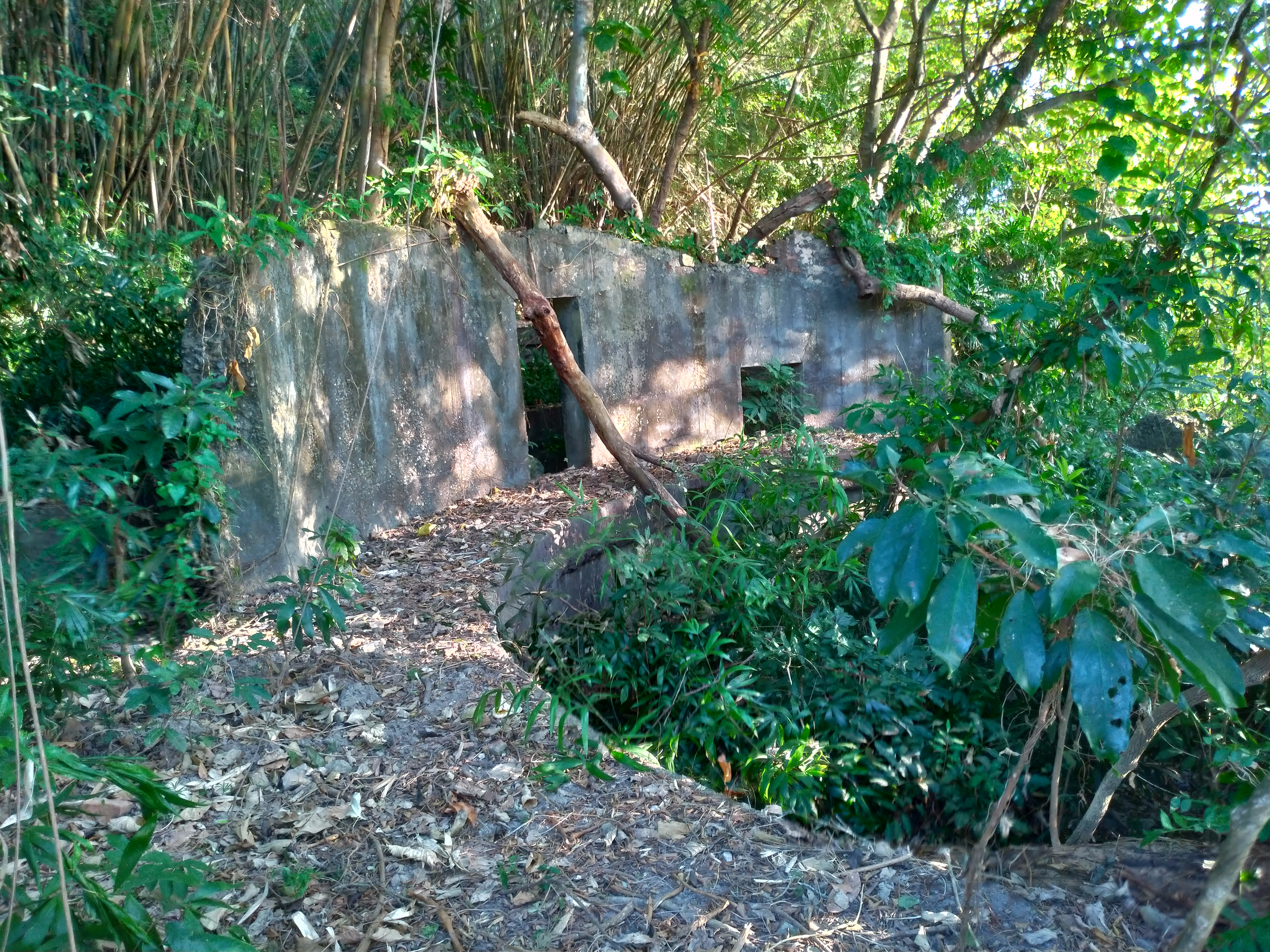
雜草叢生的銀禧炮台1號炮位
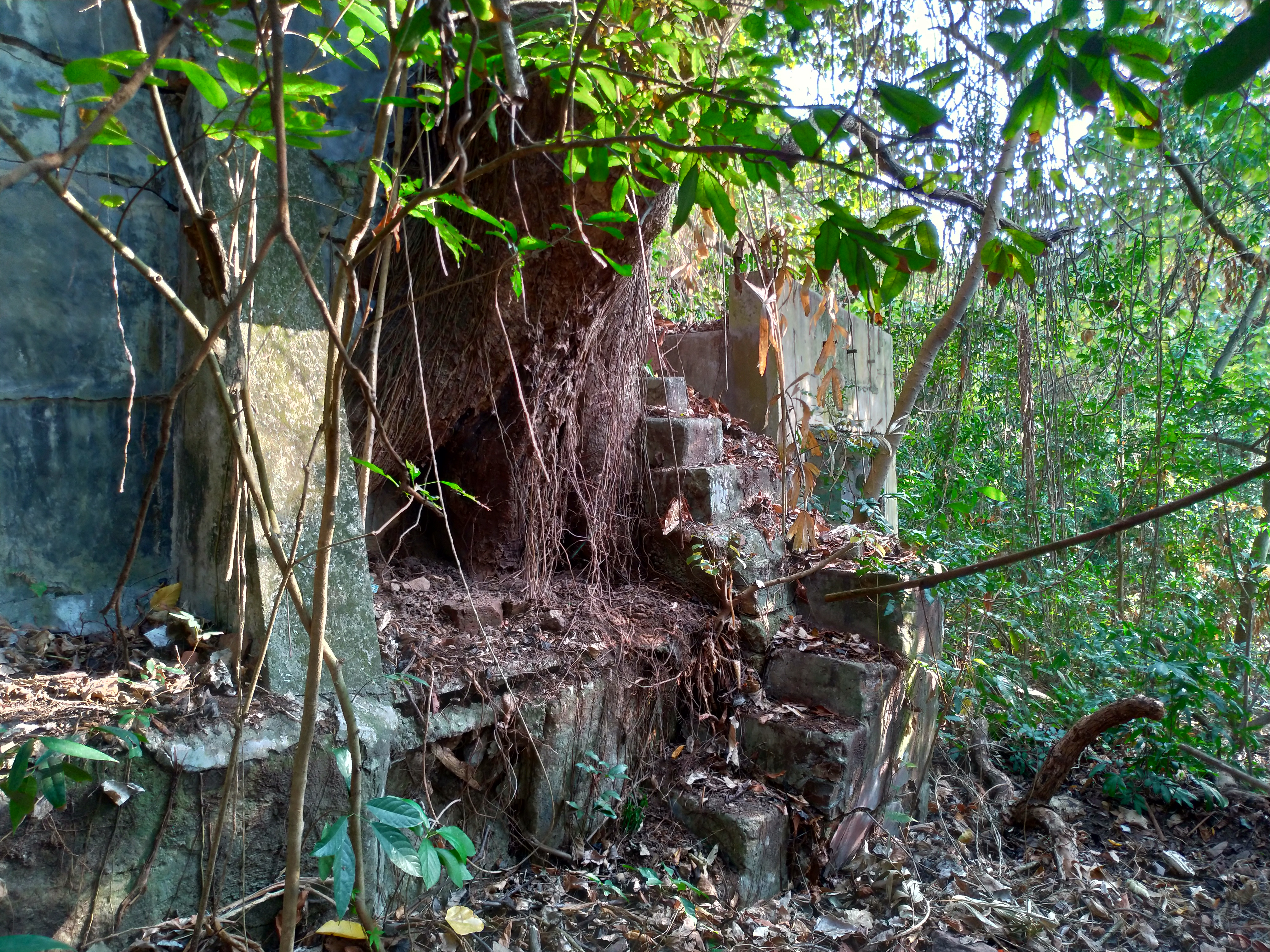
銀禧炮台1號炮位的梯級在長年失修下已出現明顯的倒塌
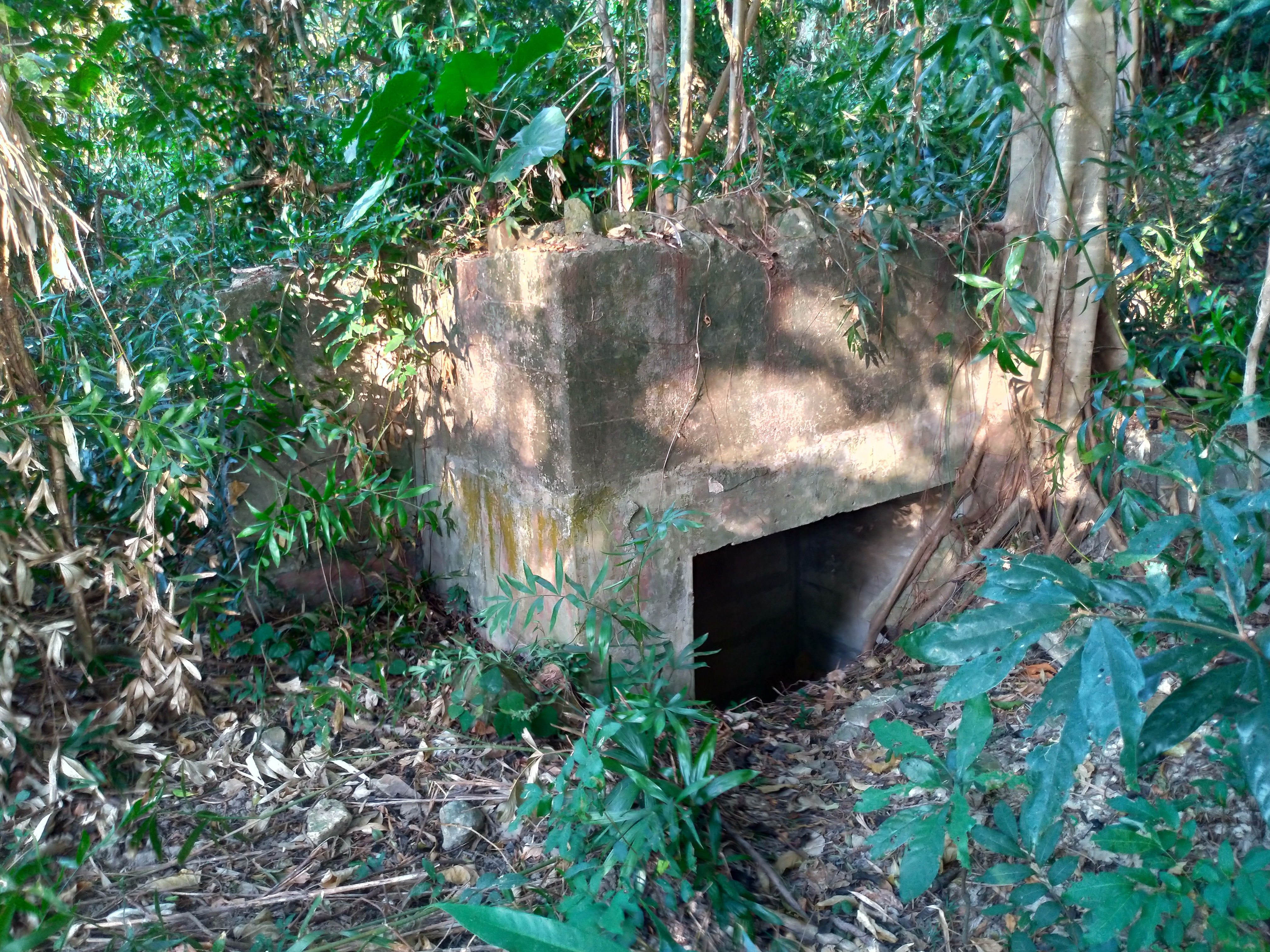
銀禧炮台1號炮位連接地下彈藥庫的井道
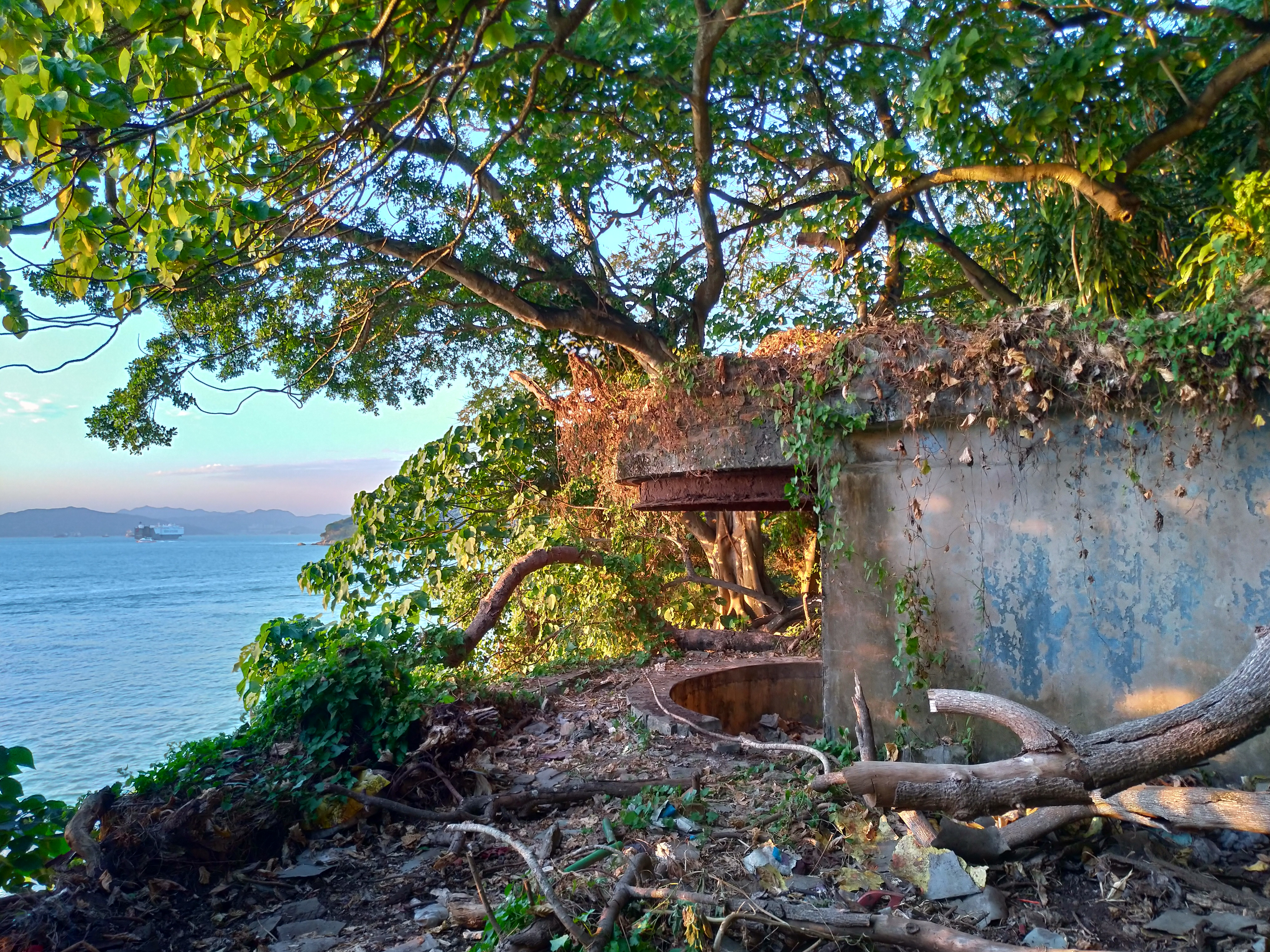
銀禧炮台在海邊的其中一座探照燈掩體
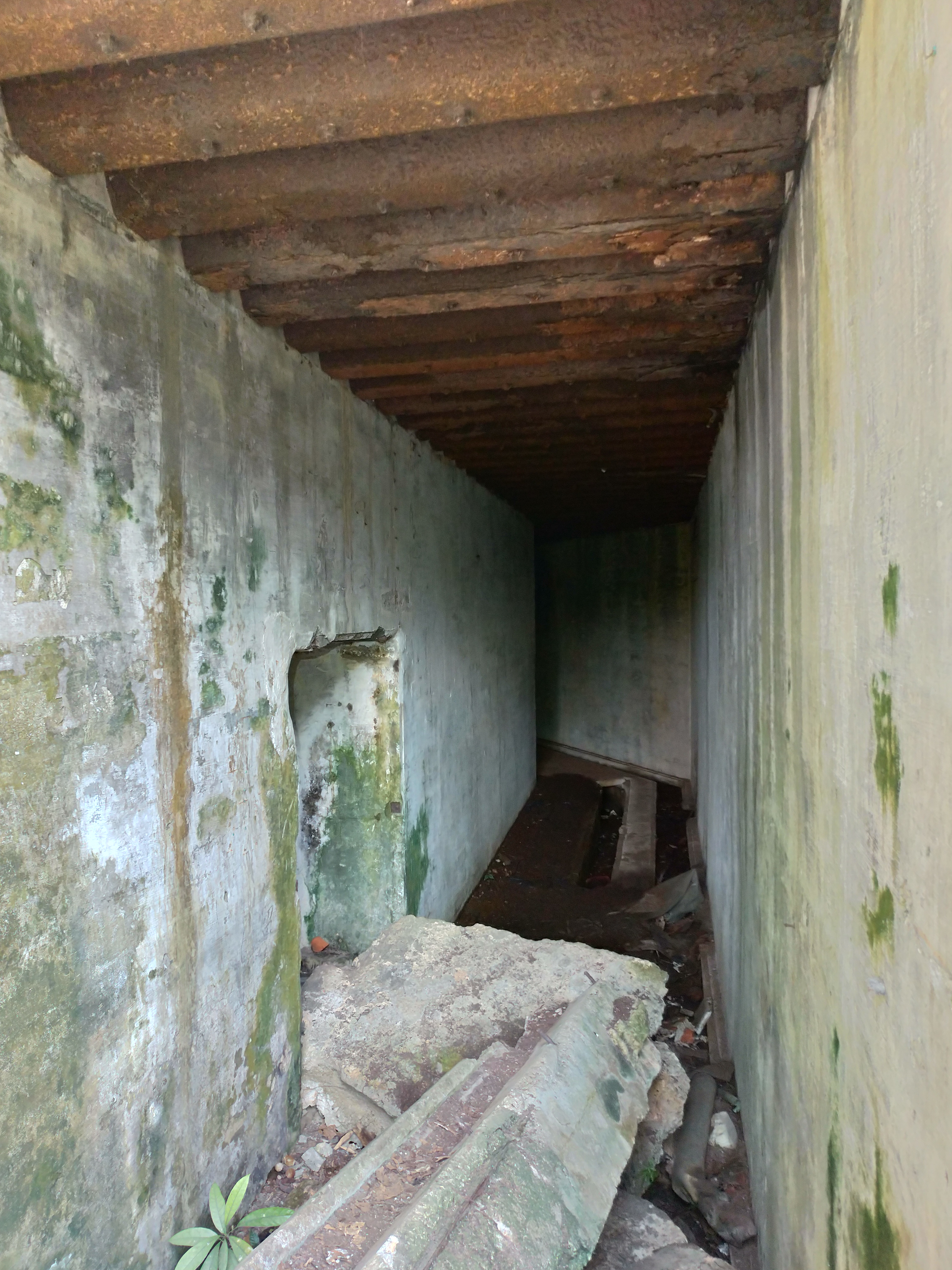
銀禧炮台的地下掩體通道，頂部有鋼板加強保護，但鋼板已明顯生鏽
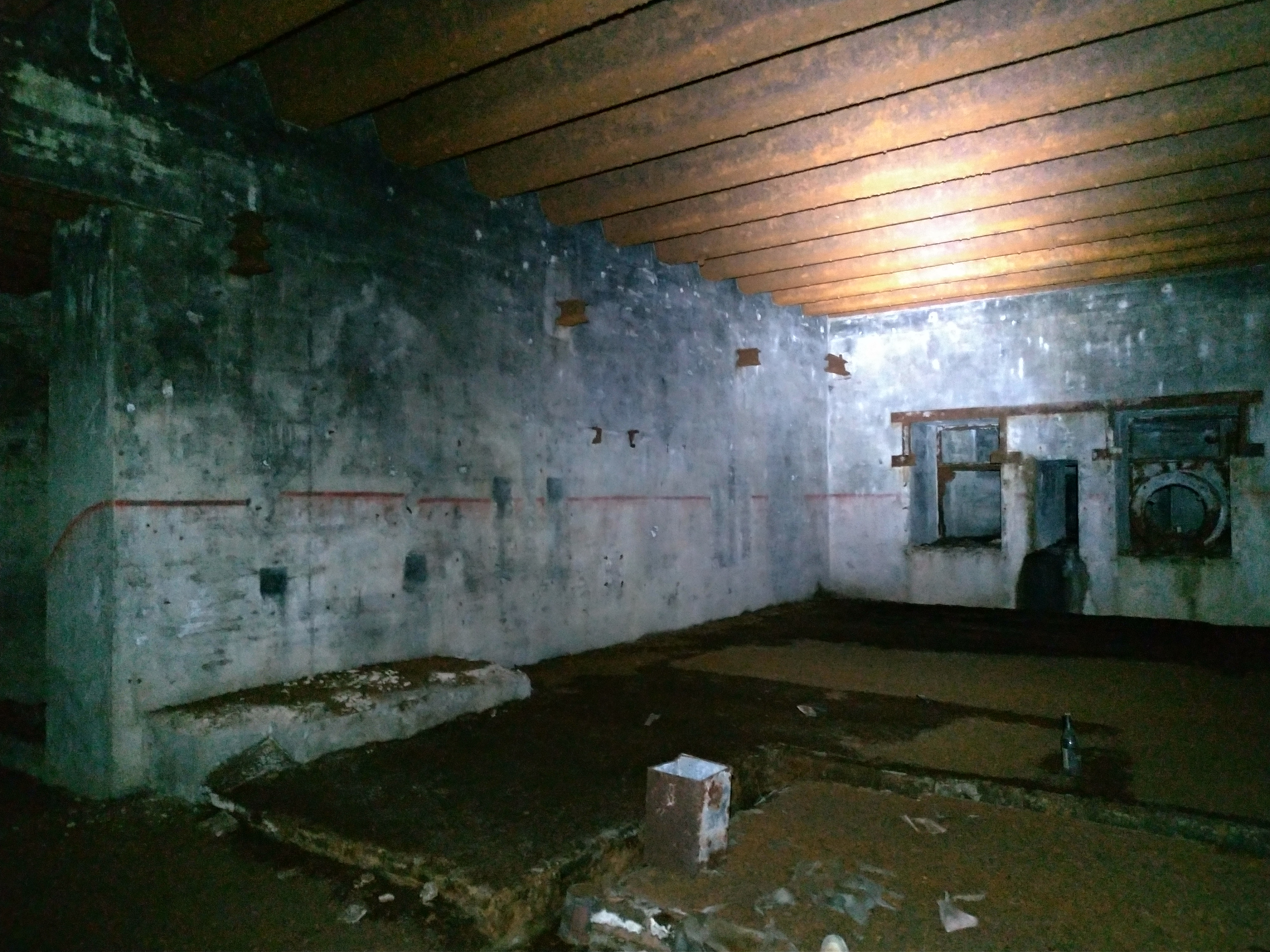
銀禧炮台的其中一個地下掩體的內部，前方牆壁上右邊的圓形裝置，應爲抽風機的殘留框架
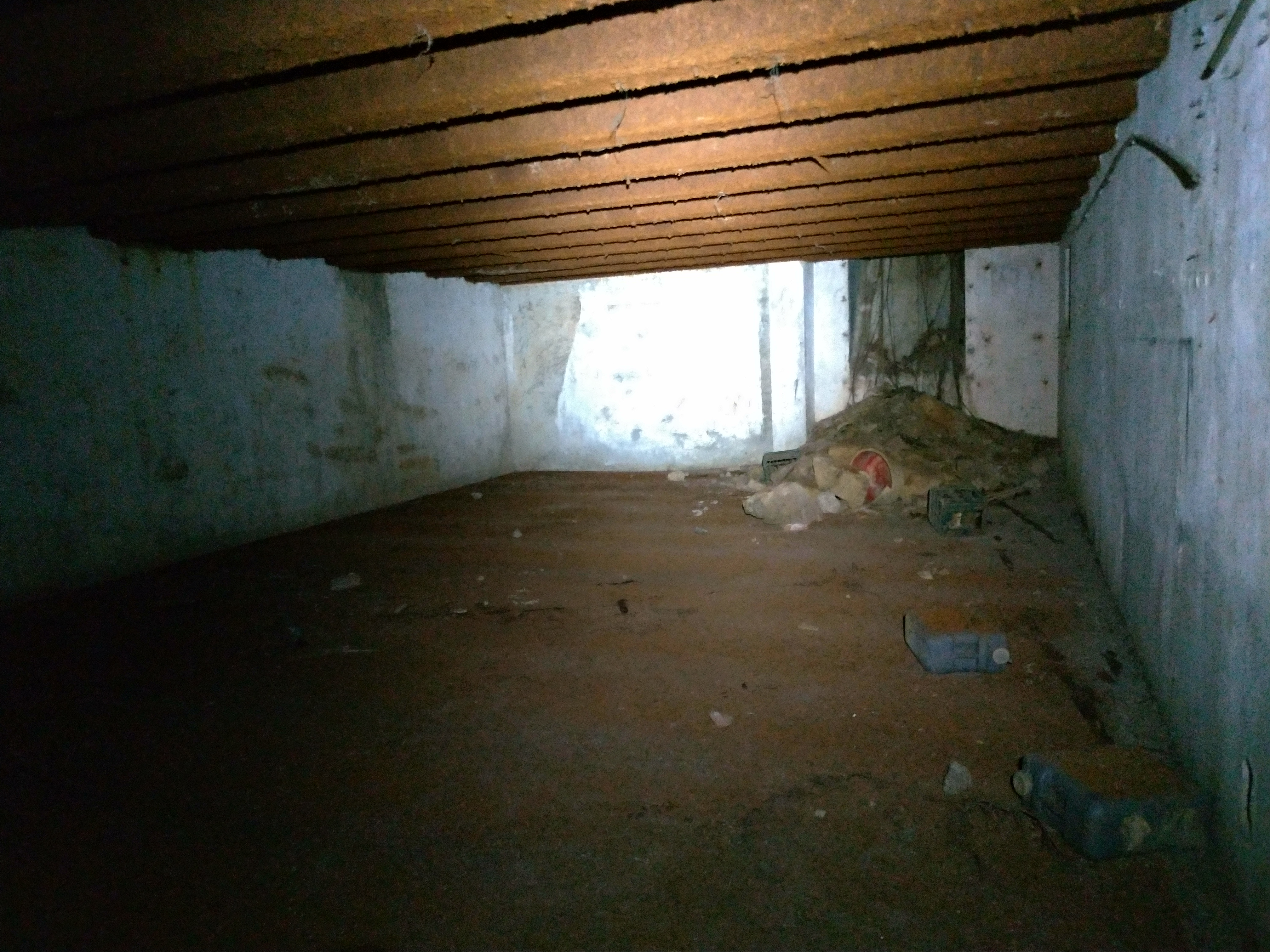
銀禧炮台1號炮位的地下彈藥庫
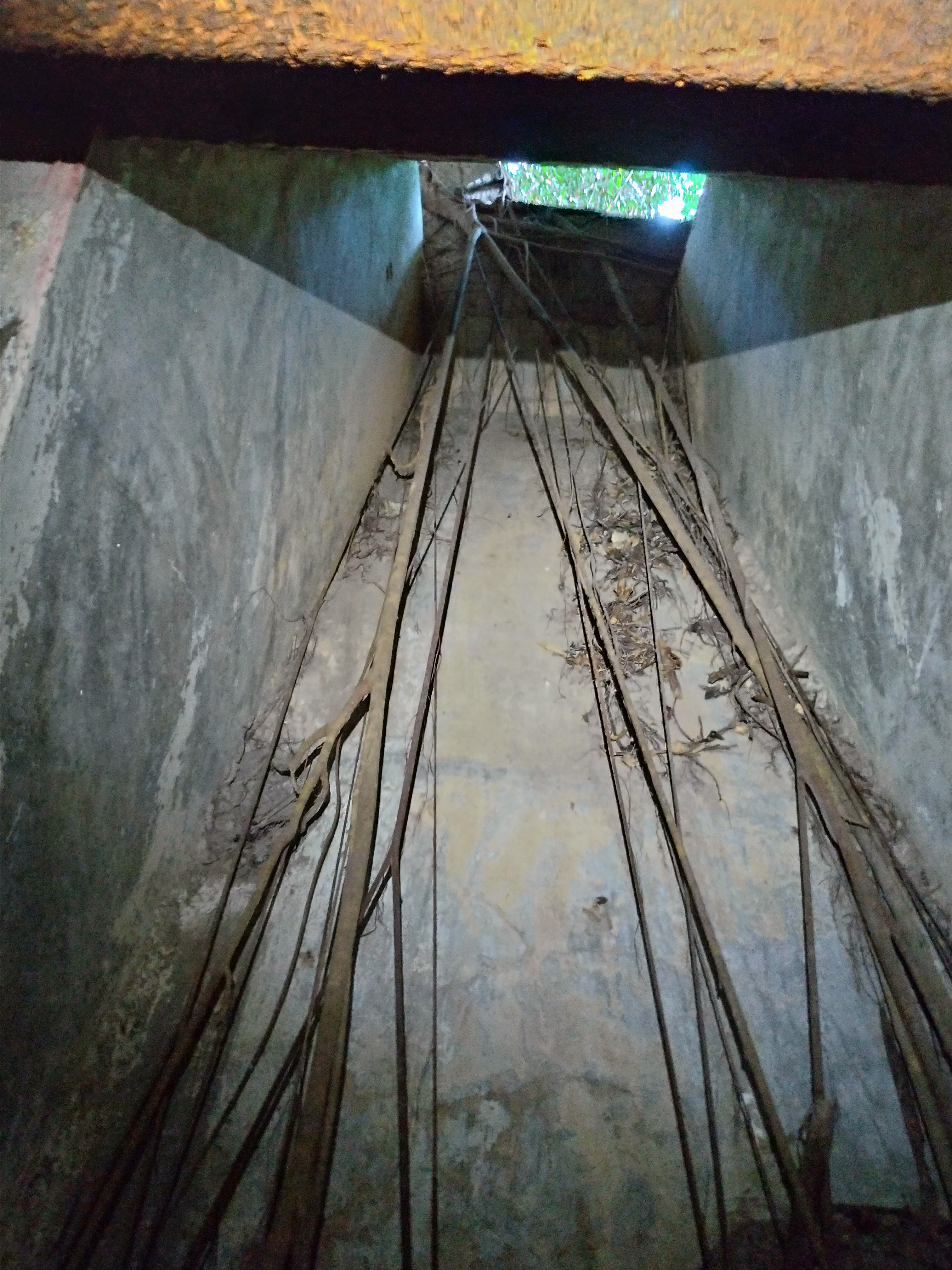
地下彈藥庫通往1號炮位的井道
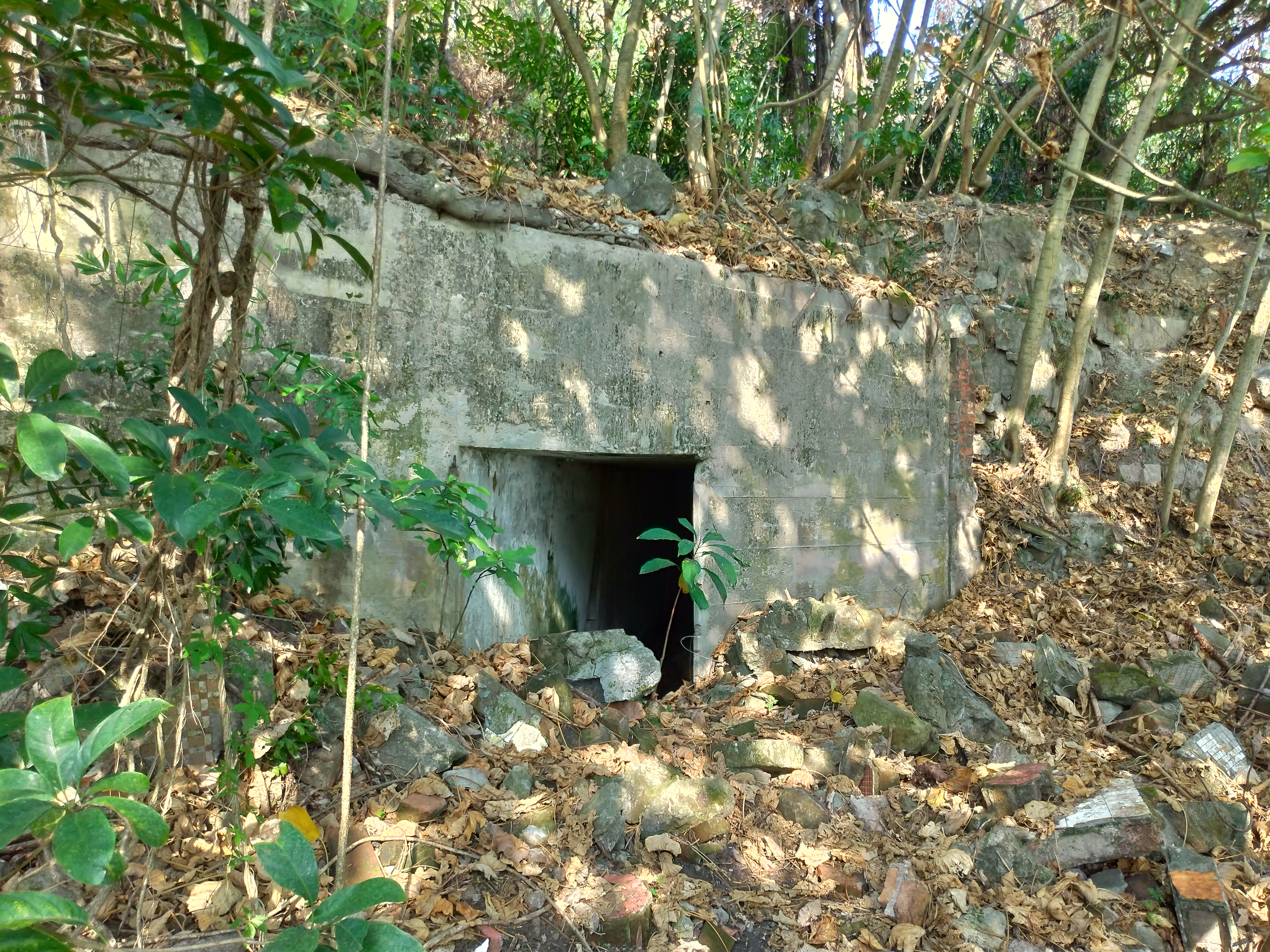
銀禧炮台3號炮位的地下彈藥庫的出入口
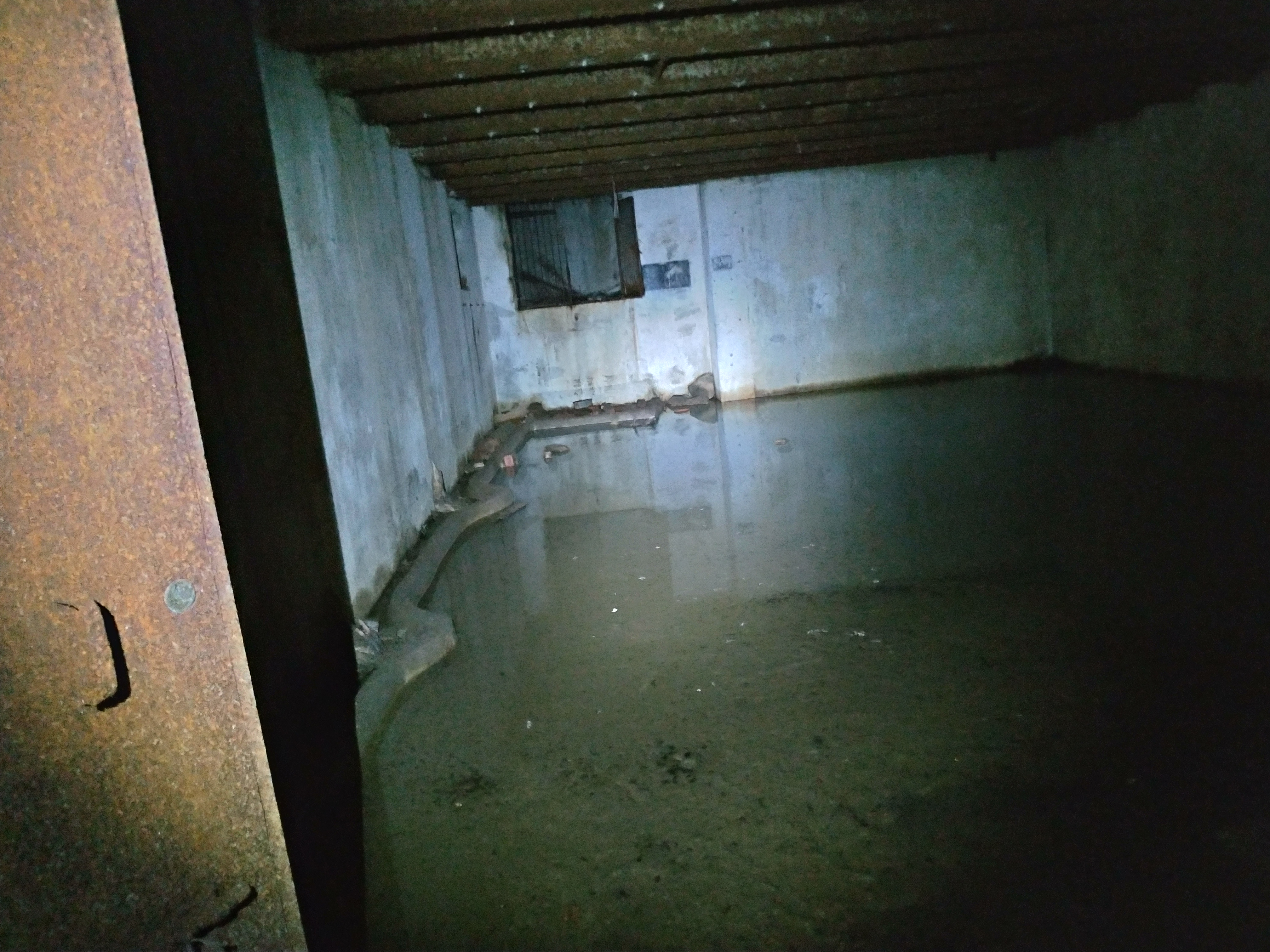
銀禧炮台3號炮位的地下彈藥庫，鋼板組成的天花板鏽漬斑斑，而地面有明顯的積水

## 交通
域多利道和摩星嶺道的交界處，有日落觀瀾亭的指示牌，沿梯級下走即可到達。遊人可從堅尼地城或薄扶林步行至此，或乘城巴1號巴士至摩星嶺總站。